# Waldemar Haffkine
Waldemar Mordechai Wolff Haffkine CIE (em ucraniano:  Володимир Мордехай-Вольф Хавкін; em russo:  Мордехай-Вольф Хавкин; Odessa, 15 de março de 1860 – Lausanne, 26 de outubro de 1930) foi um bacteriologista e protozoólogo russo.

## Biografia
Nascido como Vladimir Aaronovich Mordecai Wolf Chavkin, em Odessa, no Império Russo, em 1860, era o quarto dos cinco filhos de um casal judeu, Aaron e Rosalie. Seu pai era diretor de uma escola em Berdyansk, uma região que hoje pertence à Ucrânia. Waldemar estudou em Odessa, em Berdyansk e em São Petersburgo.
Quando jovem, ele foi membro da Liga Judaica de Auto-defesa, em Odessa, onde se machucou ao defender outro garoto judeu em um pogrom. Como resultado, ele foi preso e depois liberado por intervenção do biólogo Ilya Mechnikov. Formou-se em zoologia pela Universidade Nacional de Odessa. Entre 1879 e 1883, trabalhou com Mechnikov, mas após o assassinato do czar Alexandre II da Rússia, o governo aumentou a pressão sob pessoas que considerava suspeitas, incluindo a intelligentsia russa. Waldemar trabalhava na época no Museu de Odessa, entre 1882 e 1888, mas foi barrado na atividade docente por ser judeu. Assim, em 1888, ele emigrou para a Suíça, onde começou a trabalhar na Universidade de Genebra.
Ele emigrou para a França para trabalhar no Instituto Pasteur, em Paris, onde desenvolveu uma vacina contra a cólera que depois foi aplicada com sucesso na Índia. É reconhecido como o primeiro microbiólogo a desenvolver e utilizar uma vacina contra cólera e a peste bubônica. Waldemar costumava testar as vacinas em si mesmo. Joseph Lister o chamava de "salvador da humanidade".
Em 1889, ele se juntou a Mechnikov e a Louis Pasteur, em Paris, no recém-estabelecido Instituto Pasteur, onde conseguiu um emprego como bibliotecário no instituto.

## Carreira
Sua carreira científica começou como protozoólogo e protistólogo, sob a orientação de Ilya Mechnikov, em Odessa e depois em Paris. Inicialmente ele estudou protistas como Euglena e Paramecium, bem como conduziu as primeiras pesquisas em Holospora, um parasita que ataca os paramécios. No começo da década de 1890, ele passou a focar em estudos bacteriológicos.

### Vacina contra cólera
Na época, uma das grandes epidemias de cólera do século XIX se espalhou pela Europa e pela Ásia. Robert Koch descobriu o vibrião Vibrio cholerae em 1883, mas a ciência da época não o considerava o causador da doença. Essa visão era compartilhada por vários biólogos e tomada como consenso científico. Waldemar focou sua pesquisa no desenvolvimento de uma vacina e criou uma versão atenuada da bactéria. Arriscando a própria vida, em 18 de julho de 1892, ele realizou o primeiro teste humano da vacina em si mesmo e depois escreveu um artigo sobre suas descobertas, publicado na revista da Linnean Society of London.
Ainda que sua descoberta tenha causado entusiasmo na imprensa científica, ela não foi totalmente aceita por seus colegas, incluindo seu mentor,  Mechnikov e o próprio Pasteur. Nem mesmo a comunidade médica da Europa pareceu animada com as descobertas dele.
Waldemar trabalhou na epidemia entre 1902 e 1903, conseguindo inocular um milhão de pessoas. Porém, em 30 de outubro de 1902, 19 pessoas morreram de tétano, entre as 107 que foram inoculadas em Mulkowal, uma aldeia no Punjab. O episódio ficou conhecido como "Desastre de Mulkowal", o que levou a uma investigação por parte das autoridades. Waldemar foi temporariamente suspenso e depois foi indicado como diretor do Laboratório Biológico de Calcutá. Ele se aposentou em 1915 após ser acometido por malária e depois retornou à França.

### Vacina contra a peste
| “ | Ao contrário do tétano ou da difteria, que foram rapidamente neutralizados por vacinas eficazes na década de 1920, os aspectos imunológicos da peste bubônica provaram ser muito mais assustadores. | ” |

Em outubro de 1896, uma epidemia de peste bubônica atingiu Mumbai e o governo pediu a ajuda de Waldemar. Ele então começou o desenvolvimento de uma vacina em um laboratório improvisado em um corredor do Grant Medical College. Em três meses de trabalho excessivo, onde um assistente teve um colapso nervoso e dois se demitiram, testes humanos estavam prontos e começaram em 10 de janeiro de 1897. Waldemar testou a vacina em si mesmo primeiro.
Depois dos resultados entregues às autoridades, voluntários da cadeia de Byculla foram inoculados e sobreviveram à epidemia, enquanto sete colegas do grupo de controle morreram. Ainda que ela causasse efeitos colaterais e não fornecesse uma proteção completa, ela reduzia o risco de obter a doença em 50%.
Apesar do sucesso da técnica criada por Waldemar, alguns oficiais de saúde insistiram em usar métodos sanitários como lavagem de ruas e casas, uso de óxido de cálcio e levando pessoas com suspeita da doença para hospitais de campanha e restringindo as viagens ao invés da vacina. Alguns de seus colegas não eram muito simpáticos à sua vacina, mas Vladimir Vysokovich e Danylo Zabolotny o visitaram em Mumbai. Durante a epidemia de cólera de 1989 no Império Russo, a vacina chamada "linfa de Havkin" salvou muitas vidas.

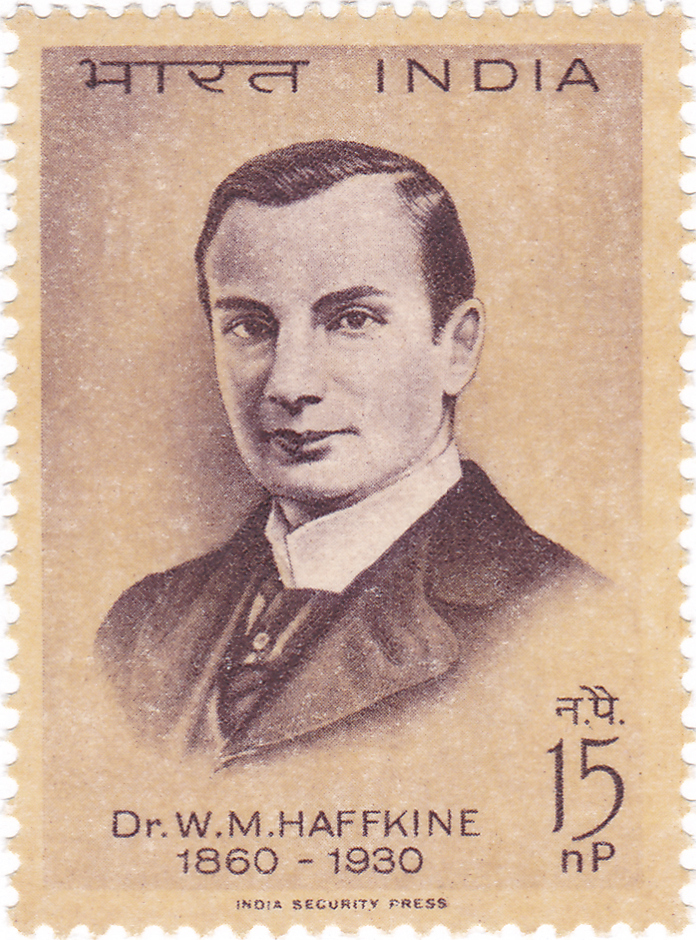
Waldemar Haffkine em um selo indiano de 1964

Na virada do século XX, o número de inoculados na Índia chegou a quatro milhões e Waldemar foi indicado como diretor do Laboratório de Pragas de Mumbai, hoje chamado de Instituto Haffkine. Em 1900, ele foi agraciado com o Prêmio Cameron de Terapêutica da Universidade de Edimburgo.
Waldemar foi o primeiro pesquisador a preparar uma vacina para profilaxia humana ao matar a cultura virulenta por meio do aquecimento a 60 °C. A maior limitação de sua vacina era a falta de ação contra as formas pulmonares da peste.

## Últimos anos
Seu posto em Mumbai foi ocupado e ele então se mudou para Calcutá, onde se aposentou em 1914. Ele retornou à França e depois se mudou para a Suíça, onde viveu até o fim dos seus dias. Ele fez uma visita breve à União Soviética, em 1927, onde presenciou grandes mudanças em seu país de origem.

## Morte
Waldemar Haffkine morreu subitamente, aos 70 anos, em Lausanne, na Suíça, em 26 de outubro de 1930.